# ميل كوكي
ميل كوكي (بالإنجليزية: Mel Cooke)‏ هو لاعب دوري الرغبي نيوزيلندي، ولد في 30 مايو 1934 في كرايستشرش في نيوزيلندا، وتوفي في 10 سبتمبر 2013.